# Cratere Erin
Erin  è un cratere sulla superficie di Venere.